# 渡辺三男 (ゴルファー)
渡辺 三男（わたなベ みつお、1951年4月28日 - ）は、栃木県出身のプロゴルファー。

## 来歴
駒澤大学時代は野球部に所属し、卒業後の1977年にプロ入りする。
1978年の美津濃プロ新人では前半・後半共に69をマークして平林孝一・松岡金市・池田富茂・青木基正・市川良翁・藤木三郎を抑えて優勝し、1979年の関東オープンでは初日を鷹巣南雄・高橋信雄・磯崎功・尾崎将司・村上隆・田中文雄・安田春雄・岩下吉久・中村稔と並んでの4位タイでスタートした。
1979年の日本プロでは初日を3アンダー69で常陸文男・山本善隆・鈴村照男・東章・森本俊治・中村通・石井裕士・鷹巣・杉原輝雄と並んでの10位タイでスタートした。
1982年の埼玉オープンでは初日を首位タイでスタートし、最終日には羽川豊・栗原孝と並んでの2位タイに入った。
1984年のペプシ宇部トーナメントでは初日を海老原清治、グラハム・マーシュ（オーストラリア）と共に69をマークして7位タイでスタートした。
1987年にはKPGAトーナメント（春）で優勝し、水戸グリーンオープンでは真板潔・安達典夫・土山録志と共に合田洋の2位タイに入った。
1990年にはKPGAトーナメント（夏）を優勝し、1993年のサントリーオープンを最後にレギュラーツアーから引退。
JKGA（ジャパン・キッズ・ゴルフ・アカデミー）代表。

## 主な優勝
- 1978年 美津濃プロ新人
- 1987年 KPGAトーナメント（春）
- 1990年 KPGAトーナメント（夏）